# Ritterella prolifera
Ritterella prolifera är en sjöpungsart som först beskrevs av Asajiro Oka 1933.  Ritterella prolifera ingår i släktet Ritterella och familjen klumpsjöpungar. Inga underarter finns listade i Catalogue of Life.